# Comando Morón
El Comando Morón (en inglés: Morong Command) es el nombre por el cual se conoce en la historiografía militar estadounidense a las fuerzas de resistencia filipinas lideradas por el General Licerio Gerónimo, ex-soldado filipino de España, durante la guerra filipino-estadounidense. A este batallón se le considera activo responsable de las victorias filipinas en la batalla de Paye, la batalla de Pulang Lupa y de otras acciones de guerrilla que capturaron numerosos efectivos estadounidenses.
El nombre por el que se conoce al comando proviene de Morón, municipio que daba nombre a la provincia homónima que las fuerzas de Gerónimo mantenían protegidas desde el desfiladero de Montalbán hasta el nacimiento del Mariquina. La base oficial del Comando se situaba en Balara (un barrio de San Francisco del Monte, actual Ciudad Quezon).
Las continuas luchas con la policía filipina (un organismo del gobierno estadounidense de las islas) y el ejército estadounidense pasaron una fuerte factura a la fuerza. La mitad de las fuerzas dirigidas por el coronel Máximo Abad se rindieron en Boac en abril de 1901. Poco después el resto del batallón se rindió junto al General Gerónimo.
El Batallón de Morón fue una de las unidades más exitosas del ejército revolucionario filipino a pesar de sus pérdidas.